# Housefrau
Housefrau war eine wöchentliche Sendung des Kölner Musikfernsehsenders VIVA der 1990er Jahre, die sich mit dem Musikstil Techno und seinen Machern befasste. Benannt nach der gleichnamigen Musik Agentur HOUSE-FRAU Music Consulting & Events GmbH von Andrea M. Junker. 

## Redaktion und Moderation
Die Idee VIVA auch ein House- & Techno Magazin anzubieten, stammte von Antonia Langsdorf, die in Köln lebte. Sie drängte Andrea M. Junker bei Viva ein Konpezt einzureichen... Das Konzept und Name der Sendung hieß dann nach der Agentur von Andrea M. Junker. Junker war redaktionell und auch für die Produktion gegenüber VIVA verantwortlich. Die Stamm-Moderatoren der Sendung waren die beiden DJs Mate Galic und Sabine Christ. Bei Specials gab es Verstärkung durch weitere Viva-VJs wie Heike Makatsch oder DJs wie Marusha, Tom Novy oder DJ Disko. Als Redaktionsleitung für Housefrau TV wurde von Junker dann bald Anja Huwe als Verstärkung eingesetzt.

## Design
Das Studio bestand aus einer großen gewellten Röhre, die mit einem von hinten beleuchteten überdimensionalen Lüftungsschacht endete, aus dem Kunstnebel strömte. Seitlich befanden sich Tische und Bänke, in der hinteren Mitte eine Reihe ausrangierter Waschmaschinen, auf denen die Turntables platziert waren. Die Waschmaschine ganz links diente gleichzeitig als Lostrommel für die Verlosungen der Sendung. Ein Livepublikum gab es nicht. Als Vorspann war ein in den damals typisch bunten VIVA-Farben gehaltener Kurzfilm zu sehen, in dem zu einer schnellen Technomelodie und dem Ausruf „Housefrau“ eher untypisch mit Essen und Küchengeräten umgegangen wurde und an dessen Ende – auf ein Stück Brot getoastet – das Logo in Form eines „H“s erschien. Videos und kommende Beiträge wurden angekündigt durch einen computeranimierten Einspieler bestehend aus weißem schwarzumrandeten Text, der mit schachbrettartig angeordneten roten und weißen Würfeln hinterlegt war. Platten- und Veranstaltungstipps wurden ebenfalls durch wechselnde Farbhintergründe hinterlegt.

## Ablauf
Die wöchentliche Sendung folgte einer festen Struktur, ein Konzept, das von Andrea M. Junker entwickelt wurde:  Nach einer kurzen Begrüßung wurde das erste Musikvideo ausgestrahlt. Als Nächstes kam eine Berichterstattung über eine Veranstaltung der Szene oder ein Besuch bei den Machern der Musik. Auch als Übergangselement für die weiteren Bestandteile der Show dienten wieder Musikvideos. Dann waren die Studiogäste an der Reihe. Diese wurden, immer von leiser elektronischer Hintergrundmusik begleitet, zu neuen Platten, Musikvideos, Veranstaltungen oder Ähnlichem befragt und danach an die Turntables gebeten. „Von führenden Housefrauen empfohlen“ war der nächste Teil: Hier wurden ca. fünf neue Platten angespielt. Bei den „Houseaufgaben“ handelte es sich um Verlosungen, bei denen man Eintrittskarten, Platten und Ähnliches gewinnen konnte. Zuletzt gab es Tipps zu den Veranstaltungen der Folgewoche und eine Vorschau für die nächste Sendung.
1994 wurde die Zuschauerzahl der Sendung (bei der jeweiligen Erstausstrahlung) auf knapp 300.000 geschätzt.

## Musik
Im Gegensatz zu späteren VIVA-Formaten wie Club Rotation befasste sich Housefrau noch mit Bereichen der elektronischen Musik, die von Popeinflüssen weitgehend unberührt geblieben waren. Typische Richtungen waren Rave, Trance und House, später die ersten Electro-Stücke. Ausgestrahlt wurden vorwiegend Videos deutscher DJs und Musiker wie Boris Dlugosch, WestBam, Cosmic Baby, Tomcraft, DJ Hooligan, RMB, Ravers Nature, Hardy Hard (damals noch Hardsequencer), Paul van Dyk, Mark Spoon, Sven Väth und anderer, diese waren auch Gäste der Sendung. Seltener waren auch internationale Gäste zu Besuch, wie zum Beispiel Carl Cox. Marusha wurde aufgrund ihres Hits „Somewhere Over The Rainbow“ anfangs bereits als zu kommerziell betrachtet, allerdings gab es auch Aktionen wie Gewinnspiele, die sich um Marusha drehten und auch ihre Videos wurden ausgestrahlt. Dies hatte allerdings auch mit der Tatsache zu tun, dass aus dem unkommerziellen Bereich der elektronischen Musik nur wenige Musikvideos zur Verfügung standen und die existierenden oftmals eine wenig ausstrahlbare Qualität vorwiesen. Die Plattentipps waren allerdings noch wesentlich puristischer und hatten selten etwas mit den Studiogästen zu tun, vielmehr wurden statt des auch im üblichen VIVA-Programm sehr präsenten Hard Trance und Eurodance Platten vorgestellt, die in geringer Stückzahl gepresst und oft auch aus anderen Ländern wie den USA kamen.

## Sondersendungen
Als „Specials“ brachte Housefrau Live-Übertragungen von der Mayday und später der Loveparade. Hier zu sehen waren die DJs und tanzende Massen. Die Mayday-Livesendungen bestanden aus Interviews in einem kleineren Nebenraum, Einspielern, natürlich auch Werbeunterbrechungen und Liveübertragungen aus den Hallen, meistens der großen. Zusätzlich wurde zu Außenmoderator Tom Novy geschaltet, der in der Gängen, im Ü-Wagen und Backstage seine Interviews machte. Die Loveparade wurde zunächst nur aufgezeichnet, erst nach der Verlegung zur Siegessäule gab es die erste Liveübertragung.

## Spätere Sendungen
Ende des Jahres 1995 wurde die Sendung in House TV umbenannt, nachdem Junker ihre Dienste (und somit auch den Namen Housefrau) VIVA nicht mehr zur Verfügung stellte. Zunächst hatte dieses mit einem Moderatorenwechsel und dem Auszug aus dem Studio zu tun, danach wurde das Konzept geändert. Bei Berlin House wurde anfangs auch noch moderiert und von Events berichtet, später aber ausschließlich nur noch Videos ausgestrahlt. Dennoch blieb es bei den Sondersendungen. Anfang des neuen Jahrtausends lief zwei Jahre eine vergleichbare Sendung namens Electronic Beats. Das inzwischen auch abgesetzte Format Club Rotation war eher zuständig für von größeren Musikkonzernen produzierte Musik.